# Xanthomyia alpestris
Xanthomyia alpestris är en tvåvingeart som först beskrevs av Pokorny 1887.  Xanthomyia alpestris ingår i släktet Xanthomyia och familjen borrflugor. Enligt den finländska rödlistan är arten akut hotad i Finland. Arten har ej påträffats i Sverige. Artens livsmiljö är torra gräsmarker. Inga underarter finns listade i Catalogue of Life.